# トワーズ
トワーズ（toise）は、かつてフランス語圏で用いられていた長さの単位である。その長さは時代や地方により異なるが、おおむね2メートルであった。
トワーズは、元々は両腕を広げた長さに由来する身体尺であり、日本語の尋、英語のファゾムに相当する。ピエ（pied、フィートに相当するが、フィートより少し長く約32.48センチメートル）の6倍と定義された。1799年にメートル法を導入したとき、1メートルを3ピエ11.296リーニュと定義した。この定義によると1トワーズは約1.949メートルとなる。その後、1812年に1トワーズをちょうど2メートルと定義したことがあったが(Toise métrique)、この定義は普及しないまま廃止された。なお、スイスでは1.8メートルとされていた。
また、トワーズは、一辺1トワーズの正方形の面積、一辺1トワーズの立方体の体積を表す単位としても用いられた。
似た単位に、ポルトガル・ブラジルなどでメートル法導入まで使われていたトゥエザ（toesa）がある。これはフィートに相当するペ(pé)の6倍である。

## 定義

### 長さの単位
- 1トワーズ = 6ピエ（約1.949メートル） - フランスでの定義
- 1トワーズ = 2メートル - フランスでの1812年から1840年1月1日までの定義（習慣的度量衡（英語版））
- 1トワーズ = 1.8メートル - スイスでの定義
- 1トゥエザ = 6ペ（約1.98メートル） - ポルトガルの定義

1866年に書かれた記事によると、色々な測定規準の調査の間、1トワーズ = 1,949.03632ミリメートルと定義されていた:180。

### 面積の単位
面積の単位としてのトワーズは、1トワーズ四方の面積で、約3.799平方メートルに等しい。フランスでは1799年12月10日まで土地の面積の計量に使用されていた。

### 体積の単位
体積の単位としてのトワーズは、一辺1トワーズの立方体の体積で、約7.403立方メートルに等しい。20世紀のハイチでは、8.0立方センチメートルを表す単位として使用されていた。

## 歴史
トワーズは本来両腕を広げた長さであったが、実際の長さより過大だったため、両腕を広げた長さのためには後に新しくブラス (fr:Brasse (unité)) という単位が作られ、5ピエ（約1.624メートル）とされた。
1668年にトワーズ原器が作られてパリのグラン・シャトレ (Grand Châtelet) に置かれた。これを「シャトレのトワーズ」と称する。
1735年には新しく「ペルーのトワーズ」および「北のトワーズ」と呼ばれる2つの原器が作られた。シャトレのトワーズは信頼性に問題があったため、1766年にルイ15世はペルーのトワーズを唯一の標準とし、80本の複製が作られた。1799年にメートル法が導入されたときに1メートルの長さはペルーのトワーズで3ピエ11.296リーニュと定められた。
カナダでは1919年にピエの長さを12.789英インチと定義した。この結果カナダのトワーズはフランスのものよりわずかに（約7.29μm）長くなった。